# Eriopyga fea
Eriopyga fea là một loài bướm đêm trong họ Noctuidae.